# Andas en mi cabeza
«Andas en mi cabeza» es una canción del dúo venezolano Chino & Nacho, que estaría en el próximo quinto álbum de estudio, el cual nunca fue lanzado debido a su separación. Cuenta con la participación del cantante puertorriqueño Daddy Yankee. El tema fue escrito por Miguel Ignacio Mendoza y Daddy Yankee, y producido por Jumbo («El Que Produce Solo»). Machete Music lo lanzó como el sencillo principal del álbum el 19 de febrero de 2016. El video musical de la canción fue dirigido por Nuno Gomes y lanzado el 19 de abril de 2016, donde se presenta a personas que se proponen a sus seres queridos de diferentes maneras originales. Chino & Nacho interpretaron la canción en vivo como parte de numerosas actuaciones televisadas y su Radio Universo Tour.

## Trasfondo y composición
«Andas En Mi Cabeza» fue compuesta por Miguel Ignacio Mendoza (Nacho) y Daddy Yankee. Fue escrita originalmente por Mendoza, quien la cantó junto a sus colegas. Daddy Yankee luego tuvo la oportunidad de escuchar la canción; instantáneamente le gustó y expresó que no era importante si la canción tenía un trasfondo romántico, pues sería un éxito. La canción fue producida por Jumbo (El Que Produce Solo). Se estrenó en una presentación en vivo del dúo en el Premio Lo Nuestro 2016 el 18 de febrero de 2016. Al día siguiente estuvo disponible para descarga digital en iTunes Store. El 24 de junio de 2016, Don Omar anunció que trabajaría en una versión remix de «Andas en Mi Cabeza».
«Andas en Mi Cabeza» es una canción que muestra reggaeton y pop latino. Cuenta con letras románticas que tratan temas como propuestas de casamiento. Un escritor de El Nacional lo llamó un «himno de amor».

## Video musical
El video musical de la canción fue dirigido por Nuno Gomes. Fue filmado en varios lugares de Venezuela, incluida la Catedral de Nuestra Señora del Carmen, ubicada en la capital del estado de Lara, Barquisimeto y Miami. El clip retrata varias formas en que las personas le piden a sus amantes que se casen con ellos. Según Gomes, el video era «fresco, divertido y extrovertido» con la idea de incluir varias propuestas de boda «originales, locas y divertidas». El 8 de abril de 2016, el dúo lanzó un video detrás de escena de la filmación del video en su cuenta oficial de Twitter. Se estrenó en el programa Al Rojo Vivo de la cadena de televisión estadounidense Telemundo el 19 de abril de 2016. Al día siguiente fue subido a la cuenta oficial de Vevo del dúo y otras plataformas de TV en Venezuela.
Tras su lanzamiento en Vevo, el clip de «Andas en Mi Cabeza» rompió el récord del video en español más visto en una semana con 13,6 millones de visitas en su primera semana y 35 millones en los primeros 15 días. A fines de junio, el video musical de la canción fue el décimo video más visto en YouTube en 2016. Un escritor de la revista ¡Hola! opinó que el video «derretiría el corazón» de sus espectadoras. Un periodista de El Carabobeño lo calificó como una prueba de las originales formas en que jóvenes y adultos le piden matrimonio a sus parejas. Ganó en la categoría de Mejor Video en los Heat Latin Music Awards 2016. A partir de agosto de 2020, el video musical tiene más de 1.500 millones de visitas en YouTube y recibió una nominación para un Premio Lo Nuestro al Video del Año.

## Presentaciones en vivo
La primera presentación en vivo de la canción fue en el Premio Lo Nuestro 2016 el 18 de febrero de 2016. El dúo interpretó la canción en vivo como parte de la lista de canciones durante su gira Radio Universo. Chino & Nacho interpretaron la canción en vivo durante los Heat Latin Music Awards 2016 el 16 de junio.

## Desempeño comercial
«Andas en Mi Cabeza» fue certificado platino por la Recording Industry Association of America (RIAA) el 10 de junio de 2016 por ventas de 60.000 copias en ese país. Los Productores de Música de España (PROMUSICAE) certificaron el sencillo platino por superar las 8 millones de reproducciones.

## Posicionamiento en listas
| Listas (2016)                         | Mejor posición |
| ------------------------------------- | -------------- |
| Argentina (Monitor Latino)            | 11             |
| Argentina Digital Songs (CAPIF)       | 7              |
| Ecuador (Monitor Latino)              | 1              |
| Ecuador (National-Report)             | 3              |
| España (Top 100 Canciones)            | 14             |
| Estados Unidos (Hot Latin Songs)      | 6              |
| Estados Unidos (Tropical Airplay)     | 2              |
| Guatemala (Monitor Latino)            | 1              |
| Panamá (Monitor Latino)               | 2              |
| Paraguay (Monitor Latino)             | 10             |
| República Dominicana (Monitor Latino) | 1              |
| Uruguay (Monitor Latino)              | 10             |
| Venezuela (Monitor Latino)            | 1              |

| Listas (2016)                  | Posición |
| ------------------------------ | -------- |
| España (PROMUSICAE)            | 16       |
| US Hot Latin Songs (Billboard) | 17       |

| Lista (2017)        | Posición |
| ------------------- | -------- |
| España (PROMUSICAE) | 55       |